# Carlos Martínez Gorriarán
Carlos Martínez Gorriarán (San Sebastián, Guipúzcoa, 14 de diciembre de 1959) es un profesor, escritor y político español.

## Biografía
Doctor en Filosofía por la Universidad del País Vasco (1990) y licenciado en Historia por la Universidad de Deusto (1981), es profesor titular de Estética y Teoría de las Artes de la Universidad del País Vasco (UPV) desde 1992. Es miembro del comité de redacción de la revista Bitarte y colaborador de ABC, El Correo, El Diario Vasco y El País. 
En su juventud, entre 1976 y 1978, militó en Iraultza Taldeak, organización juvenil de la organización trotskista LKI-ETA (VI). En los años noventa se implicó en la lucha contra ETA, y fue uno de los fundadores del Foro de Ermua en 1997 y de ¡Basta Ya! en 1999, ejerciendo de portavoz de esta última.

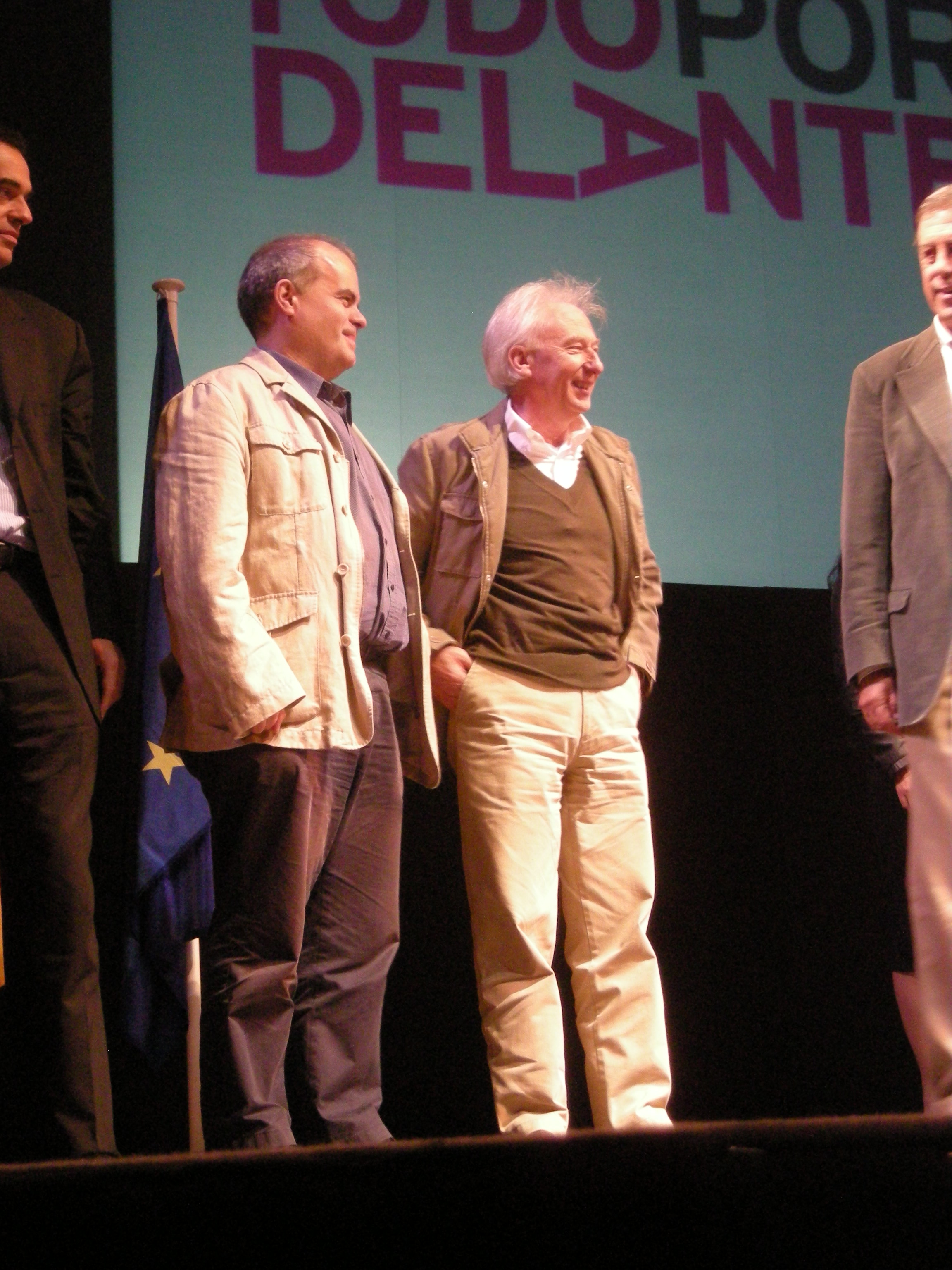
Carlos Martínez Gorriarán y Albert Boadella.

En 2002 fue uno de los 42 profesores de la UPV que firmaron un manifiesto denunciando que, en su opinión, en esta universidad actuaba una «red mafiosa que apoya, justifica y explota el terrorismo en su propio beneficio, sin que su colaboración con ETA haya sido perseguida como se debe».
En 2007 encabezó Plataforma Pro, surgida de ¡Basta Ya! y desde la cual fundó, junto con Rosa Díez, el partido Unión Progreso y Democracia (UPyD) en septiembre de ese mismo año. En UPyD, Carlos Martínez Gorriarán formó parte del Consejo de Dirección y, por tanto, también del Consejo Político desde sus principios. Fue responsable de Comunicación y Programa desde la fundación del partido hasta su I Congreso en noviembre de 2009, y desde entonces hasta 2015 fue responsable de Programa y Acción Política.
Fue su cabeza de lista por la circunscripción electoral de Valencia en las elecciones generales españolas de 2008. En 2011 fue número dos en la lista de UPyD por la circunscripción de Madrid para las elecciones generales de 2011, resultando elegido diputado. Fue portavoz sustituto de UPyD en la Junta de Portavoces y vocal suplente en la Diputación Permanente. Ejerció de portavoz de UPyD en las comisiones de Fomento, Educación y Deporte, Estudio del Cambio Climático, Reglamento y Estatuto de los Diputados. Estaba así mismo adscrito a las comisiones de Cultura, Justicia, Interior, Economía y Competitividad, Hacienda y Administraciones Públicas, Industria, Energía y Turismo, Agricultura, Alimentación y Medio Ambiente, Sanidad y Servicios Sociales, Asuntos Exteriores y Constitucional.
En mayo de 2015, tras las elecciones autonómicas de ese año, renunció a renovar su puesto en el Consejo de Dirección de UPyD, siguiendo los pasos de la portavoz Rosa Díez. En las generales de diciembre de 2015 no renovó su escaño. En febrero de 2016 se dio de baja del partido, abogando por su disolución.

## Obras
- En defensa del capitalismo. Una filosofía económica de la naturaleza humana (Espasa, 2023).
- La democracia robada. Éxito y fracaso de UPyD (Doble J, 2019).
- Movimientos cívicos (Turpial, 2008).
- El arte vasco y el problema de la identidad (Alberdania, 1995, en colaboración con Imanol Agirre Arriaga).
- Casa, provincia, rey: (para una historia de la cultura del poder en el País Vasco) (Alberdania, 1993).
- Oteiza, un pensamiento sin domesticar: ensayo (San Sebastián: Baroja, 1989).

## Reseñas
- Un libro de excepción, es reseña de Porque tengo hijos de Rosa Díez.

## Colaboraciones en obras colectivas
- "Ashraf Fayad, poesía irreductible y combate por la vida"
  - en la obra Palabras para Ashraf, edición de Juan Luis Calbarro, 2016, pp. 67-74.
- "Fernando Savater y su obra: una actualización fundamental de la filosofía"
  - en la obra Libertad de filosofar: ética, política y educación en la obra de Fernando Savater / coord. por Francisco Giménez Gracia, Enrique Ujaldón Benítez, 2007, pp. 119-144.
- "La crisis de la cultura en la época de la globalización"
  - en la obra Los temas de nuestro tiempo / coord. por Fernando García de Cortázar Ruiz de Aguirre, 2002, pp. 115-140.
- "Sobre los orígenes y lógica del terrorismo en el País Vasco"
  - en la obra Nacionalismo: pasado, presente y futuro / coord. por Antonio Hernández, Javier Espinosa, 2000, pp. 99-114.

## Artículos de revistas
- Los Relatos de kolymá, de Varlam Shalámov: la tensión entre literatura y testimonio (sobre las propiedades cognitivas de la narración)
  - en Enrahonar: Quaderns de filosofía, n.º 38-39, 2007, págs. 101-115
- El terrorismo etarra: un final confuso
  - en Noticiero de las ideas, n.º 25, 2006, págs. 72-80
- Thoreau, una vida bella y libre
  - en Revista de libros, n.º 103-104, 2005, págs. 45-46
- Los movimientos cívicos vascos frente a ETA
  - en Claves de la razón práctica, n.º 147, 2004, págs. 28-37
- Sobre la interpretación y la verdad en la filosofía contemporánea (I)
  - en Bitarte: Revista cuatrimestral de humanidades, Año 11, n.º 32, 2004, págs. 73-101
- Sobre la interpretación y la verdad en la filosofía contemporánea (y II)
  - en Bitarte: Revista cuatrimestral de humanidades,Año 11, n.º 33, 2004, págs. 21-43
  - Una izquierda antinacionalista
  - en Archipiélago: Cuadernos de crítica de la cultura, n.º 45, 2001, págs. 40-41
- La crisis de la democracia en el País Vasco
  - en Revista de Occidente, n.º 241, 2001, págs. 114-133
- La ruptura de la tregua de ETA
  - Claves de la razón práctica, n.º 100, 2000, págs. 22-30
- Los orígenes estéticos de las identidades modernas
  - en Claves de la razón práctica, n.º 80, 1998, págs. 6-13
- A propósito de la estética de la provocación
  - junto a Mikel Iriondo, en Recerca: revista de pensament i analisi, n.º 5, 1995, págs. 193-204
- Esencias de una patria imaginaria: el nacionalismo vasco según Sabino Arana
  - en Claves de la razón práctica, n.º 43, 1994, págs. 44-55
- El artista como personaje y la unicidad del arte: el enfrentamiento Oteiza-Chillida
  - en Claves de la razón práctica,n.º 8, 1990, págs. 63-66